# Agnieszka Górska
Agnieszka Beata Górska (de soltera Pytlak; Skarżysko-Kamienna, 1 de enero de 1976) es una economista y política conservadora polaca. Afiliada al partido Ley y Justicia, es miembro del Sejm desde 2019, y vicepresidente del grupo parlamentario de dicho partido.

## Educación y formación
Se recibió de economista por la Facultad de Economía de la Universidad Tecnológica de Radom en 2001. Trabajó como editora en jefe de una revista sociocultural local en Szydłowiec. También dirigió la oficina de distrito de la Agencia para Reestructuración y Modernización de la Agricultura.

## Carrera política
En las elecciones parlamentarias de 2001, se postuló para el Sejm por la lista de la Liga de las Familias Polacas. Entre 2005 y 2006 fue concejal de la Asamblea Regional de Mazovia.
Se unió al partido Ley y Justicia (PiS) y se convirtió en representante del partido en el condado de Szydłowiec. Entre los años 2007–2010 y 2011–2019, volvió a ser miembro del consejo regional en nombre de PiS. Por la lista de dicho partido, se postuló para un escaño parlamentario en las elecciones de 2007, 2011 y 2015.
En las elecciones parlamentarias de 2019 resultó electa para la novena legislatura del Sejm, obteniendo 9.134 votos en la circunscripción de Radom.
En septiembre de 2020, fue suspendida por el presidente de PiS, Jarosław Kaczyński, como miembro del partido por votar en contra de la enmienda a la ley de protección animal, rompiendo con los acuerdos del grupo parlamentario. La suspensión expiró en noviembre de ese año.

## Resultados electorales

### Sejm
|  | 2,73 % |

|  | 57,82 % |

|  | 2,94 % |

|  | 48.68 % |